# Engelbach
Engelbach (mundartlich Ingelboch) ist ein Dorf im Nordosten des Hessischen Hinterlandes und als solches ein Stadtteil der Stadt Biedenkopf im Landkreis Marburg-Biedenkopf. Es liegt am Übergangsbereich von Mittel- und Nordhessen, in den Sackpfeifen-Vorhöhen, die zu den südöstlichen Ausläufern des Rothaargebirges zählen, am Lauf des Engelbaches.

## Geographie

### Geographische Lage
Engelbach erstreckt sich in einem Tal zu beiden Seiten des gleichnamigen Baches umgeben von Wäldern. Im Nordwesten erhebt sich die Sackpfeife, mit 674 m die höchste Erhebung im Landkreis Marburg-Biedenkopf und im Südwesten das Aarnest mit 591,5 m, der Hausberg von Engelbach. Die Gemarkung Engelbach ist 843 Hektar groß, davon ist der weitaus größte Teil Waldfläche. In zehn Kilometer Entfernung liegt der Burgwald. Mittelgebirgserhebungen rund um Engelbach sind neben den bereits erwähnten Bergen der Engelberg, die Planke, der Bronkekopf, die Engelbacher Hardt, die Treisbacher Hardt, der Rothskopf, der Große Hardenberg, der Rahnsberg, der Hassenroth und der Kohlenberg.

### Benachbarte Orte
Benachbarte Orte sind Treisbach, Dexbach, Eifa, Biedenkopf, Amönau, Warzenbach, Kombach, Eckelshausen, Katzenbach, Breidenstein, Gemeinde Münchhausen (am Christenberg).

## Geschichte

### Ortsgeschichte
Die Entstehungszeit des Ortes Engelbach ist nicht bekannt. Es kann aber angenommen werden, dass die Gründung sehr weit zurückreicht, spätestens in die Zeit des in dieser Gegend herrschenden Geschlechts der Grafen Giso, die auf der Burg Hollende saßen und die Vogtei über das Stift Wetter innehatten. 
Die älteste bekannte schriftliche Erwähnung von Engelbach erfolgte unter dem Namen Engelenbach um das Jahr 1230. Er gehörte um 1534 innerhalb des kleinen Gerichtes Dexbach zum Gericht Dautphe, Amt Biedenkopf, stand im 15. Jahrhundert unter dem Dekanat Kesterburg (Christenberg) und wurde 1577 nach Dexbach hineingepaart.
Engelbach gehörte schon 1318 dem Stadtgericht Biedenkopf an: damals wurde ein Verkauf Engelbächer Güter vor dem dortigen Gericht beurkundet. Im Jahre 1356 wurde das Untergericht (1495 Haibgericht) Dexbach bekannt, als es vom hessischen Landgrafen Heinrich II. und dessen Sohn Otto als Teil des Amtes Biedenkopf an Wiegand von Sichertshausen und dessen Stiefsohn Johann von Breidenbach verpfändet wurde. Es bestand 1502 aus den Dörfern Dexbach und Engelbach, außerdem gehörte die heutige Wüstung Pferdsbach dazu.
Es wird angenommen, dass das Dexbacher Gebiet ursprünglich zu Wetter gehörte und das Gericht deshalb eingerichtet wurde, weil der Weg nach Biedenkopf über die Bergkette für die Bewohner vorgenannter Orte zu beschwerlich war. Es hatte wohl nur örtliche Bedeutung, denn das Schultheißenamt wurde zwischen 1451 und 1472 mit dem des Stadtgerichts Biedenkopf vereinigt. Es wurde noch 1592 und 1630 erwähnt.
Graf Siegfried von Wittgenstein, seine Ehefrau Ida und ihre Söhne geistlichen und weltlichen Standes überließen dem Zisterzienserinnenkloster Caldern im 13. Jahrhundert einiges Eigentum, unter anderem einige Güter zu Engelbach mit allem Zubehör.
Am 26. Juni 1301 überließen Bertrad, genannt von Rüdigheim (Rutdinkeln), und ihre Tochter Bertrad dem Kloster Caldern zu ihrem und ihrer Vorfahren Seelenheil unter anderen alle ihre Güter zu Engelbach mit sämtlichem Zubehör, behielten sich aber lebenslang den Ertrag vor. Auch durften sie sich an die Güter halten, sollten sie in Not geraten.
Wo der Treisbach entspringt, östlich unter dem Aarnest, am Weg von Engelbach nach Katzenbach, lag vor Zeiten der Ort Albertshausen (Alberdehusen 1519). Er kann im 15. Jahrhundert aber nicht mehr bestanden haben, da er im Diözesanverzeichnis nicht mehr genannt ist. Seine Einwohner waren wohl nach Engelbach, Dexbach und Treisbach gezogen.
Erzfunde wurden bereits 1654 erwähnt. In der „Grube Elisabeth“ wurde Kupfer- und Silbererzbergbau betrieben; der Eingang des Stollens ist noch erhalten.
Im Jahre 1788 herrschte in der Gegend unter den Hunden die Tollwut. Interessant ist in diesem Zusammenhang die Verordnung von Landgraf Ludwig von Hessen-Darmstadt vom 31. Januar 1778: „Kein Aussaugen der Wunde! Es ist notwendig, daß gebissener Mensch keine Wärme, aller Gemüts- und Leibesbewegungen enthalte, kein Fleisch, Wein, Gewürz, Alkohol, nur Milch, Obst oder Pflanzenspeisen, folgender Trank mit Nutzen dabey zu gebrauchen: Man nimmt 4 Loth ungerollte Gerste, wäscht sie in lauem Wasser, kocht sie nachhero mit 5 Schoppen Wasser so lange, bis sie durchgehends aufgesprungen ist, seiget sie sohin durch Leinwand und mischet endlich 3 Loth Honig und 2 Loth Weinessig darunter. Von diesem Trank soll Patient nach genügen trinken, und derselbe so oft frisch gemacht werden, als von Nöthen ist. Dieses Heilmittel ist von Hochfürstlicher Regierung dahio zur Vertheilung in sämtliche Hochfürstliche Lande der Hirschapotheke anvertraut und übergeben worden. Dosis von diesem Pulver kosten 6 Kreuzer.“
Am 12. April 1813 erhob der Schulvikar Holzheimer zu Dexbach Klage beim Großherzoglichen Kreisrat in Biedenkopf gegen 21 Engelbacher, weil diese nicht die zu leistenden drei Kronen bzw. einen Laib Brot gegeben hätten. Für Nr. 16 vermerkte er am Schluss, dass dieser wohl das Brot geliefert hatte, aber nach Prüfung durch den Kirchenvorstand als nicht genießbar wieder zurückerhielt. Am 24. Mai 1853 berichtete der Gemeindeeinnahmer Medebach von Dexbach an den Kreisrat, dass er den Entwurf des Pfändungsbefehls an seinen Bürgermeister übergeben habe und dass vier Engelbacher die Mahnzettel zurückschickten und Lieferung von Brot und Geld verweigert hatten.
Die Statistisch-topographisch-historische Beschreibung des Großherzogthums Hessen berichtet 1830 über Engelbach:

„Engelbach (L. Bez. Battenberg) evangel. Filialdorf; liegt 2 3⁄4 St. von Battenberg an der Churhessischen Grenze, und besteht aus 49 Häusern mit 323 Einw., die alle evangelisch sind. Man findet hier Töpfereien, 1 Mahl- und Oelmühle und ein verlassenes Kupferbergwerk. Schon in alten Zeiten wurde hier Erz verspürt und 1654 wurde des Erzes hier erwähnt.“

Nach der Hauptbevölkerungsliste von 1846 des Landratsamtes Biedenkopf hatte die Gemeinde Engelbach „zwei öffentliche Gebäude, 62 Wohnhäuser, 74 Familien, 54 Knaben, 73 Mädchen. Über 14 Jahre 134 männliche und 160 weibliche Seelen. 421 Seelen (Lutheraner), außerdem zwei Staatsdiener, 35 Ackerleute, elf Gewerbeleute, vier Acker- und Gewerbeleute zugleich sowie 19 Tagelöhner männlich und elf Tagelöhner weiblich, ein männlicher Dienstbote, zwei weibliche Dienstboten. Zahl der Ortsansässigen, die sich außerhalb aufhielten: Inland: 10, Ausland 5. Eine Cappelle, ein Backhaus. Keine Personen über 90 Jahre“.
Hessische Gebietsreform (1970–1977)
Zum 31. Dezember 1971 wurde im Zuge der Gebietsreform in Hessen die bis dahin selbständige Gemeinde Engelbach auf freiwilliger Basis nach Biedenkopf eingemeindet.
Für alle ehemals eigenständigen Gemeinden von Biedenkopf wurde je ein Ortsbezirk mit Ortsbeirat und Ortsvorsteher nach der Hessischen Gemeindeordnung gebildet.

### Verwaltungsgeschichte im Überblick
Die folgende Liste zeigt die Staaten und Verwaltungseinheiten, denen Engelbach angehört(e):
- vor 1567: Heiliges Römisches Reich, Landgrafschaft Hessen, Amt Biedenkopf
- ab 1567: Heiliges Römisches Reich, Landgrafschaft Hessen-Marburg, Amt Biedenkopf[9]
- 1604–1648: strittig zwischen Hessen-Kassel und Hessen-Darmstadt (Hessenkrieg)
- ab 1604: Heiliges Römisches Reich, Landgrafschaft Hessen-Kassel, Amt Biedenkopf
- ab 1627: Heiliges Römisches Reich, Landgrafschaft Hessen-Darmstadt, Oberfürstentum Hessen, Amt Biedenkopf, Gericht Dexbach[10]
- ab 1806: Großherzogtum Hessen,[Anm. 2] Fürstentum Oberhessen, Amt Biedenkopf[11][12]
- ab 1815: Großherzogtum Hessen, Provinz Oberhessen, Amt Biedenkopf[13]
- ab 1821: Großherzogtum Hessen, Provinz Oberhessen, Landratsbezirk Battenberg[Anm. 3]
- ab 1832: Großherzogtum Hessen, Provinz Oberhessen, Kreis Biedenkopf
- ab 1848: Großherzogtum Hessen, Regierungsbezirk Biedenkopf
- ab 1852: Großherzogtum Hessen, Provinz Oberhessen, Kreis Biedenkopf
- ab 1867: Königreich Preußen,[Anm. 4] Provinz Hessen-Nassau,  Regierungsbezirk Wiesbaden, Kreis Biedenkopf (übergangsweise Hinterlandkreis)[10]
- ab 1871: Deutsches Reich, Königreich Preußen, Provinz Hessen-Nassau, Regierungsbezirk Wiesbaden, Kreis Biedenkopf
- ab 1918: Deutsches Reich (Weimarer Republik), Freistaat Preußen, Provinz Hessen-Nassau, Regierungsbezirk Wiesbaden, Kreis Biedenkopf
- ab 1932: Deutsches Reich, Freistaat Preußen, Provinz Hessen-Nassau, Regierungsbezirk Wiesbaden, Landkreis Dillenburg
- ab 1933: Deutsches Reich, Freistaat Preußen, Provinz Hessen-Nassau, Regierungsbezirk Wiesbaden, Landkreis Biedenkopf
- ab 1944: Deutsches Reich, Freistaat Preußen, Provinz Nassau, Landkreis Biedenkopf
- ab 1945: Amerikanische Besatzungszone,[Anm. 5] Groß-Hessen, Regierungsbezirk Wiesbaden, Landkreis Biedenkopf
- ab 1946: Amerikanische Besatzungszone, Land Hessen, Regierungsbezirk Wiesbaden, Landkreis Biedenkopf
- ab 1949: Bundesrepublik Deutschland, Land Hessen, Regierungsbezirk Wiesbaden, Landkreis Biedenkopf
- ab 1968: Bundesrepublik Deutschland, Land Hessen, Regierungsbezirk Darmstadt, Landkreis Biedenkopf
- ab 1972: Bundesrepublik Deutschland, Land Hessen, Regierungsbezirk Darmstadt, Landkreis Biedenkopf, Stadt Biedenkopf[Anm. 6]
- ab 1974: Bundesrepublik Deutschland, Land Hessen, Regierungsbezirk Kassel, Landkreis Marburg-Biedenkopf, Stadt Biedenkopf
- ab 1981: Bundesrepublik Deutschland, Land Hessen, Regierungsbezirk Gießen, Landkreis Marburg-Biedenkopf, Stadt Biedenkopf

## Bevölkerung

### Einwohnerstruktur 2011
Nach den Erhebungen des Zensus 2011 lebten am Stichtag dem 9. Mai 2011 in Engelbach 333 Einwohner. Darunter waren 6 (1,8 %) Ausländer.
Nach dem Lebensalter waren 57 Einwohner unter 18 Jahren, 135 zwischen 18 und 49, 69 zwischen 50 und 64 und 72 Einwohner waren älter. Die Einwohner lebten in 123 Haushalten. Davon waren 30 Singlehaushalte, 30 Paare ohne Kinder und 54 Paare mit Kindern, sowie 9 Alleinerziehende und keine Wohngemeinschaften. In 27 Haushalten lebten ausschließlich Senioren und in 69 Haushaltungen lebten keine Senioren.

### Einwohnerentwicklung
| Quelle: Historisches Ortslexikon |                                                                                     |
| • 1577:                          | 024 Hausgesesse                                                                     |
| • 1630:                          | 021 Hausgesesse (5 zweispännige, 9 einspännige Ackerleute, 7 Einläuftige), 2 Witwen |
| • 1677:                          | 020 Hausgründe, 2 Witwen, 13 ledige Personen                                        |
| • 1742:                          | 043 Haushalte                                                                       |
| • 1791:                          | 212 Einwohner                                                                       |
| • 1800:                          | 221 Einwohner                                                                       |
| • 1806:                          | 241 Einwohner, 44 Häuser                                                            |
| • 1829:                          | 323 Einwohner, 49 Häuser                                                            |

| Engelbach: Einwohnerzahlen von 1791 bis 2011 | Engelbach: Einwohnerzahlen von 1791 bis 2011 | Engelbach: Einwohnerzahlen von 1791 bis 2011 | Engelbach: Einwohnerzahlen von 1791 bis 2011 | Engelbach: Einwohnerzahlen von 1791 bis 2011 |
| --- | -------------------------------------------- | -------------------------------------------- | -------------------------------------------- | -------------------------------------------- |
| Jahr |                                              |                                              |                                              | Einwohner                                    |
| 1791 | 1791                                         |                                              | 212                                          | 212                                          |
| 1800 | 1800                                         |                                              | 221                                          | 221                                          |
| 1806 | 1806                                         |                                              | 241                                          | 241                                          |
| 1829 | 1829                                         |                                              | 323                                          | 323                                          |
| 1834 | 1834                                         |                                              | 352                                          | 352                                          |
| 1840 | 1840                                         |                                              | 392                                          | 392                                          |
| 1846 | 1846                                         |                                              | 421                                          | 421                                          |
| 1852 | 1852                                         |                                              | 411                                          | 411                                          |
| 1858 | 1858                                         |                                              | 394                                          | 394                                          |
| 1864 | 1864                                         |                                              | 366                                          | 366                                          |
| 1871 | 1871                                         |                                              | 349                                          | 349                                          |
| 1875 | 1875                                         |                                              | 340                                          | 340                                          |
| 1885 | 1885                                         |                                              | 337                                          | 337                                          |
| 1895 | 1895                                         |                                              | 328                                          | 328                                          |
| 1905 | 1905                                         |                                              | 316                                          | 316                                          |
| 1910 | 1910                                         |                                              | 331                                          | 331                                          |
| 1925 | 1925                                         |                                              | 320                                          | 320                                          |
| 1939 | 1939                                         |                                              | 320                                          | 320                                          |
| 1946 | 1946                                         |                                              | 467                                          | 467                                          |
| 1950 | 1950                                         |                                              | 400                                          | 400                                          |
| 1956 | 1956                                         |                                              | 387                                          | 387                                          |
| 1961 | 1961                                         |                                              | 350                                          | 350                                          |
| 1967 | 1967                                         |                                              | 352                                          | 352                                          |
| 1971 | 1971                                         |                                              | 374                                          | 374                                          |
| 1980 | 1980                                         |                                              | ?                                            | ?                                            |
| 1990 | 1990                                         |                                              | ?                                            | ?                                            |
| 2000 | 2000                                         |                                              | ?                                            | ?                                            |
| 2011 | 2011                                         |                                              | 333                                          | 333                                          |
| Datenquelle: Historisches Gemeindeverzeichnis für Hessen: Die Bevölkerung der Gemeinden 1834 bis 1967. Wiesbaden: Hessisches Statistisches Landesamt, 1968. Weitere Quellen: LAGIS; Stadt Biedenkopf: 1971; Zensus 2011 |                                              |                                              |                                              |                                              |

### Historische Religionszugehörigkeit
| Quelle: Historisches Ortslexikon |                                                                 |
| • 1829:                          | 323 evangelische (= 100 %) Einwohner                            |
| • 1885:                          | 337 evangelische (= 100 %) Einwohner                            |
| • 1961:                          | 329 evangelische (= 94,0 %), 21 katholische (= 6,0 %) Einwohner |

### Historische Erwerbstätigkeit
| • 1961: | Erwerbspersonen: 110 Land- und Forstwirtschaft, 80 produzierendes Gewerbe, 7 Handel und Verkehr, 17 Dienstleistungen und Sonstiges. |

## Politik
- BB: 3

- BB = Bürgerblock Biedenkopf

### Ortsbeirat
Engelbach verfügt als Ortsbezirk über einen Ortsbeirat, bestehend aus drei Mitgliedern, dessen Vorsitzender ein Ortsvorsteher ist.  Bei den Kommunalwahlen in Hessen 2021 betrug die Wahlbeteiligung zum Ortsbeirat 60,24 %. Der Ortsbeirat wählte Eckhard Müller zum Ortsvorsteher.

### Wappen
Am 3. August 1960 genehmigte der Hessische Minister des Innern das Wappen mit folgender Beschreibung:
| Wappen von Engelbach | Blasonierung: „In Blau über einem erniedrigten silbernen Schräglinksbach ein geflügelter goldener Engelskopf.“                                             |
| Wappen von Engelbach | Wappenbegründung: Das Wappen von Engelbach knüpft redend an den Namen des Ortes an. Ein Engelskopf ist mit einem Bachlauf zum Ortswappen vereinigt worden. |

### Flagge
Am 17. September 1962 genehmigte der Hessische Minister des Innern die Flagge mit folgender Beschreibung:

„In dem von Gold und Blau schräglinks geteilten Flaggenfeld oben rechts das Gemeindewappen.“

### Verschwisterung
Engelbach ist seit der deutschen Wiedervereinigung mit Engelsbach in Thüringen verschwistert.

## Vereine
Engelbach hat eine ganze Reihe von Vereinen: Heimatverein, Männergesangverein, Landfrauen, Freiwillige Feuerwehr, Gymnastikgruppe, Burschenschaft, Jazztanzgruppe und DRK-Zug.
In einer Gemeindeversammlung nach der 750-Jahr-Feier in 1987 wurde die Gründung des Heimatvereines beschlossen.
Die Versammlung beauftragte den Ortsbeirat mit den vorbereitenden Arbeiten.
Die vom Heimatverein betreute Heimatstube ist in den Räumen des ehemaligen Gemeindehauses untergebracht.
In den drei Räumen der Heimatstube werden ländliche Kulturgüter aus der Region ausgestellt.
Einen Schwerpunkt bilden die Dauerausstellungen zu den Themen bäuerliche Hauswirtschaft und häuslicher Lebensbereich von der Mitte des 19. Jahrhunderts bis in die ersten Jahre der Nachkriegszeit unter dem Gesichtspunkt der bäuerlichen Selbstversorgung.
Der Männergesangverein wurde im Jahre 1879 gegründet. Das Gründungsprotokoll ist nicht mehr vorhanden. Hingegen ist im Protokoll vom 19. Januar 1929, in dem das Sängerfest zum 50. Vereinsjubiläum im Jahre 1929 ausgerichtet wurde, eindeutig das Jahr 1879 als Gründungsjahr des Vereins genannt.
Der Engelbacher Männergesangverein ist regional wie überregional bei Wettbewerben sehr erfolgreich.
Der Ortsverein Engelbach der Landfrauen gehört zum Bezirksverband Biedenkopf im Landfrauenverband Hessen. Die Engelbacher Landfrauen haben es sich zur Aufgabe gemacht, das ländliche Brauchtum zu pflegen, es weiter am Leben zu erhalten und der nachfolgenden Generation zugänglich zu machen.
Dies geschieht zum Beispiel durch das Abhalten von Spinnstubenabenden, durch die Pflege alter hessischer Trachten oder durch die Fortsetzung der Tradition des Brotbackens nach herkömmlicher Art im Dorfbackhaus.
Darüber hinaus sind die Landfrauen entscheidend an der Pflege der Anlagen innerhalb des Dorfes beteiligt und arbeiten als besonders aktive Gruppe im örtlichen Heimatverein mit.
Vornehmlich in den Wintermonaten finden regelmäßige Zusammenkünfte statt, in denen in geselliger Runde Produkte hergestellt werden, die später auf verschiedenen Veranstaltungen (Weihnachtsmärkte usw.) angeboten werden: Gesticktes und Gestricktes, Handarbeiten jeglicher Art, Geschenke, Dekorationsartikel usw.
Die Freiwillige Feuerwehr Engelbach wurde am 16. Juni 1956 aus der Taufe gehoben. Bei einer Gemeindeversammlung, die überraschend gut besucht war, wurde ausführlich über die Schattenseiten der Pflichtfeuerwehren der Vergangenheit berichtet und die Vorteile einer Freiwilligen Feuerwehr mit engagierten Männern herausgestellt.
Ein weiterer Verein im Engelbacher Kultur- und Vereinsleben ist die im März 1982 ins Leben gerufene Senioren-Gymnastikgruppe des Deutschen Roten Kreuzes.
Waren es zunächst vorwiegend ältere Frauen aus dem Ort, die sich regelmäßig im Dorfgemeinschaftshaus trafen, so sind es mittlerweile auch eine ganze Anzahl junger Frauen, die regelmäßig einmal in der Woche zu Spiel, Musik und Tanz zusammenkommen, um gesund und beweglich zu bleiben und darüber hinaus fröhliche Gemeinschaft zu pflegen.
Die Burschenschaft „Waldeslust“ Engelbach besteht in fester Vereinsform erst ab dem Jahre 1978. Ziel der damaligen Mitglieder war es, wieder eine Kirmes zu feiern. Nachdem sich nun die Burschenschaft gebildet hatte, begann man mit den Vorbereitungen. Es wurde auch eine Fahne angefertigt, die das Engelbacher Wappen zum Motiv hat. Im Juli 1980 konnte man dann nach langer Zeit wieder eine Kirmes feiern.
Seit der Neugründung wurden die Kirmesfeste zunächst jedes Jahr, später dann in größeren Abständen gefeiert. Im Jahre 1998 wurde die Jubiläumskirmes „20 Jahre Burschenschaft Waldeslust Engelbach“ festlich begangen.
Die Burschenschaft hat sich aber auch andere Aufgaben zu Eigen gemacht. So sorgt sie zum Beispiel dafür, dass auf Silvester „gewünscht“ wird, und dass zu Fasching ein Strohbär durch das Dorf zieht.
Die Burschenschaft besteht aus jungen Burschen und Mädchen (am Anfang waren es nur Burschen), die erst nach der Konfirmation in die Burschenschaft aufgenommen werden können. Man bleibt solange Mitglied, wie man Junggeselle ist.
In den Jahren 1971 und 1973 wurden in Engelbach und Dexbach vom DRK-Kreisverband Biedenkopf Erste-Hilfe-Lehrgänge für die Bevölkerung durchgeführt. Aus diesen Lehrgängen fanden sich 32 Mitglieder bereit, aktiv an der Arbeit im Deutschen Roten Kreuz mitzuwirken. Diese Kameraden gründeten den DRK-Zug Dexbach/Engelbach der Bereitschaft Biedenkopf. Vom Kreisverband wurde die Schule in Dexbach von der Stadt Biedenkopf als Unterrichtsraum angemietet und gleichzeitig ein Fahrzeug zur Verfügung gestellt. Von diesem Zeitpunkt an wurden regelmäßig Unterrichtsstunden durchgeführt.

## Wirtschaft und Infrastruktur

### Gewerbe
Engelbach, ein Dorf mit ländlichem Charakter, ist immer noch sehr stark geprägt von der Landwirtschaft. Obwohl die Anzahl der landwirtschaftlichen Betriebe in den letzten Jahren sehr stark zurückgegangen ist, sind die Wurzeln des bäuerlichen Lebens noch sehr gut zu erkennen.
Die mit der landwirtschaftlichen Tätigkeit verknüpften Gewerbebetriebe, wie Schlosserei, Hufschmied, Spenglerei oder auch Milchfuhrbetrieb sind jedoch naturgemäß mit dem Rückgang der Landwirtschaft auch verschwunden.
Vereinzelt haben sich als Ersatz dafür andere Kleingewerbe-Betriebe angesiedelt.

### Wandern
Die waldreiche Mittelgebirgslandschaft lädt zum Wandern ein. Es gibt in Engelbach einige Rundwanderwege, deren Ausgangspunkt jeweils das Dorfgemeinschaftshaus ist:
- Kirschblattweg: Rund um den Engelberg; Länge 3 Kilometer
- Ahornblattweg: Rund um die Blanke; Länge 3 Kilometer
- Axtweg: Klingelborn / Rothskopf; Länge 4,8 Kilometer

Im benachbarten Treisbach gibt es einen Wanderverein (Wanderfreunde Treisbach), der seine Mitglieder sowohl regional als auch überregional „rekrutiert“. Regelmäßig organisieren die Wanderfreunde Treisbach kleine und große Wandertouren, zu denen auch Wandergäste herzlich eingeladen sind.